# Смугі (Люблінське воєводство)
Смугі (пол. Smugi) — село в Польщі, у гміні Ясткув Люблінського повіту Люблінського воєводства.
Населення — 572 особи (2011).
У 1975-1998 роках село належало до Люблінського воєводства.

## Демографія
Демографічна структура станом на 31 березня 2011 року:
|          | Загалом | Допрацездатний вік | Працездатний вік | Постпрацездатний вік |
| -------- | ------- | ------------------ | ---------------- | -------------------- |
| Чоловіки | 291     | 65                 | 204              | 22                   |
| Жінки    | 281     | 70                 | 162              | 49                   |
| Разом    | 572     | 135                | 366              | 71                   |